# Bytecode Java
O código de um programa de computador escrito na linguagem Java é compilado para uma forma intermediária de código denominada bytecode, que é interpretada pelas Máquinas Virtuais Java (JVMs). É essa característica que faz com que os programas Java sejam independentes de plataforma, executando em qualquer sistema que possua uma JVM. Cada opcode tem o tamanho de um byte — daí o seu nome — e assim o número de diferentes códigos de operação está limitado a 256. Os 256 possíveis valores para códigos de operação não são todos utilizados. Na verdade, alguns dos códigos foram inclusive reservados para nunca serem implementados.
Um programador Java não precisa entender — e nem tomar conhecimento — dos bytecodes Java para ser proficiente na linguagem, da mesma forma que um programador de qualquer linguagem de alto nível compilada para linguagem de máquina não precisa conhecer a linguagem de montagem do computador hospedeiro para escrever bons programas naquela linguagem.

## Montadores de Bytecode Java
Existem alguns montadores que permitem que se escrevam programas diretamente em bytecodes Java. Normalmente, esse tipo de ferramenta é útil para desenvolvedores de compiladores, e também para se estudar detalhadamente o comportamento das máquinas virtuais Java disponíveis no mercado. Dentre os montadores de bytecode Java disponíveis destacam-se:
- Jasmin
- Jamaica

## Outras linguagens
Existem compiladores para outras linguagens de programação que geram bytecode Java. Por exemplo:
- JGNAT e AppletMagic, que são compiladores para a linguagem Ada.
- Groovy, que é uma linguagem de script baseada em Java.
- JEiffel e SmartEiffel, que geram bytecode Java para a linguagem Eiffel.
- Conversores de C para Java que geram código diretamente para bytecode Java.
- Conversores de linguagem Pascal para Java e compiladores Pascal que geram bytecode Java.